# Sancti-Spíritus (Badajoz)
Sancti-Spíritus ist ein Ort und eine Gemeinde (municipio) mit 145 Einwohnern (Stand: 2024) im Nordosten der spanischen Provinz Badajoz in der Autonomen Gemeinschaft Extremadura. 

## Lage
Sancti-Spíritus liegt ca. 130 Kilometer östlich von Mérida in der Sierra del Cuchillo in einer Höhe von ca. 485 m. Begrenzt wird die Gemeinde im Süden und Westen durch den La-Serena-Stausee. Das Klima im Winter ist gemäßigt, im Sommer dagegen warm bis heiß; die eher geringen Niederschlagsmengen fallen – mit Ausnahme der nahezu regenlosen Sommermonate – verteilt übers ganze Jahr.

## Bevölkerungsentwicklung
| Jahr      | 1970 | 1981 | 1991 | 2001 | 2011 | 2021 |
| Einwohner | 629  | 509  | 403  | 274  | 238  | 163  |

Der deutliche Bevölkerungsrückgang seit den 1950er Jahren ist im Wesentlichen auf die Mechanisierung der Landwirtschaft, die Aufgabe bäuerlicher Kleinbetriebe und den damit einhergehenden Verlust an Arbeitsplätzen zurückzuführen (Landflucht).

## Sehenswürdigkeiten
- Heilig-Geist-Kirche (Iglesia de El Espíritu Santo)

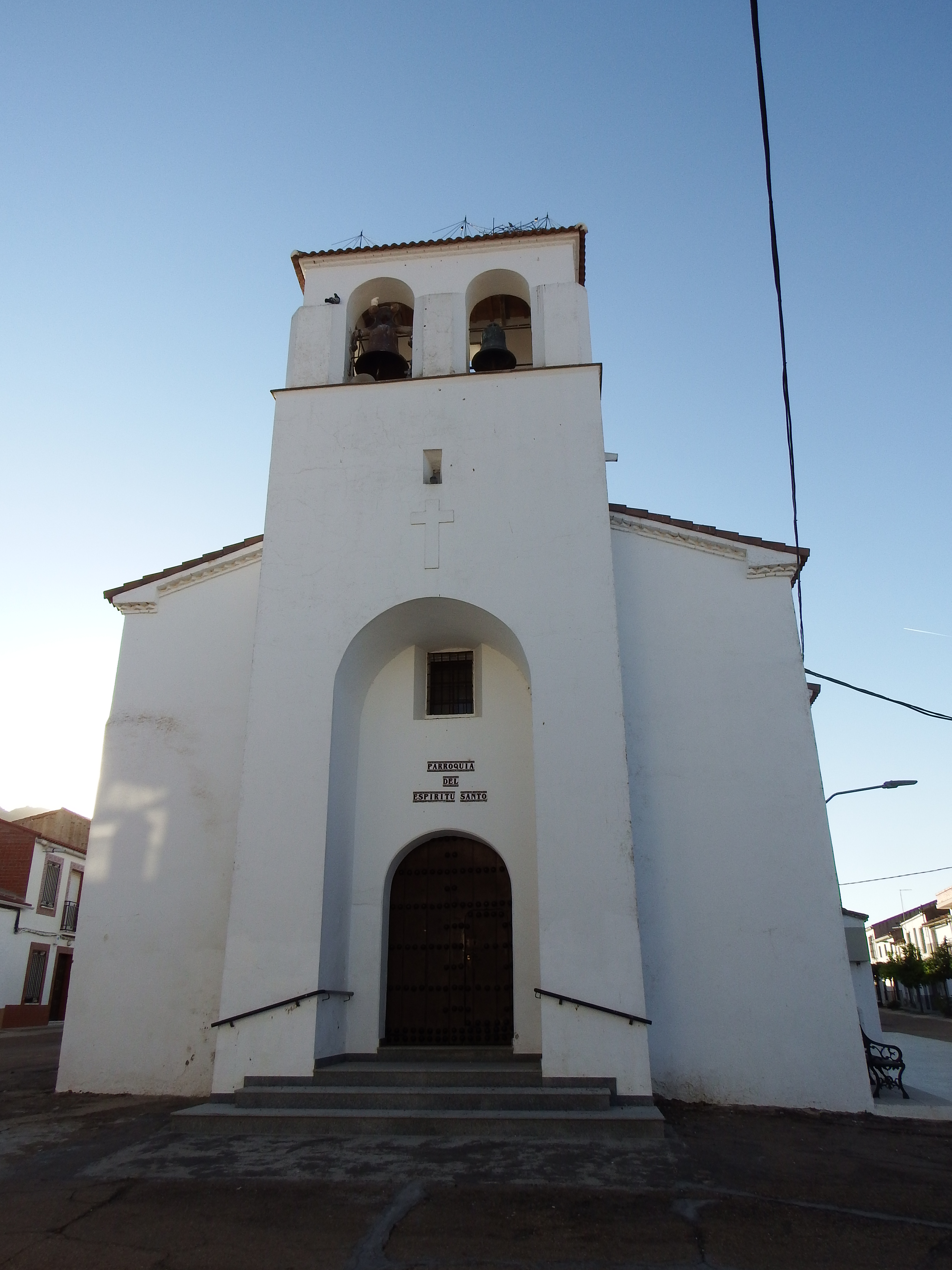
Heilig-Geist-Kirche
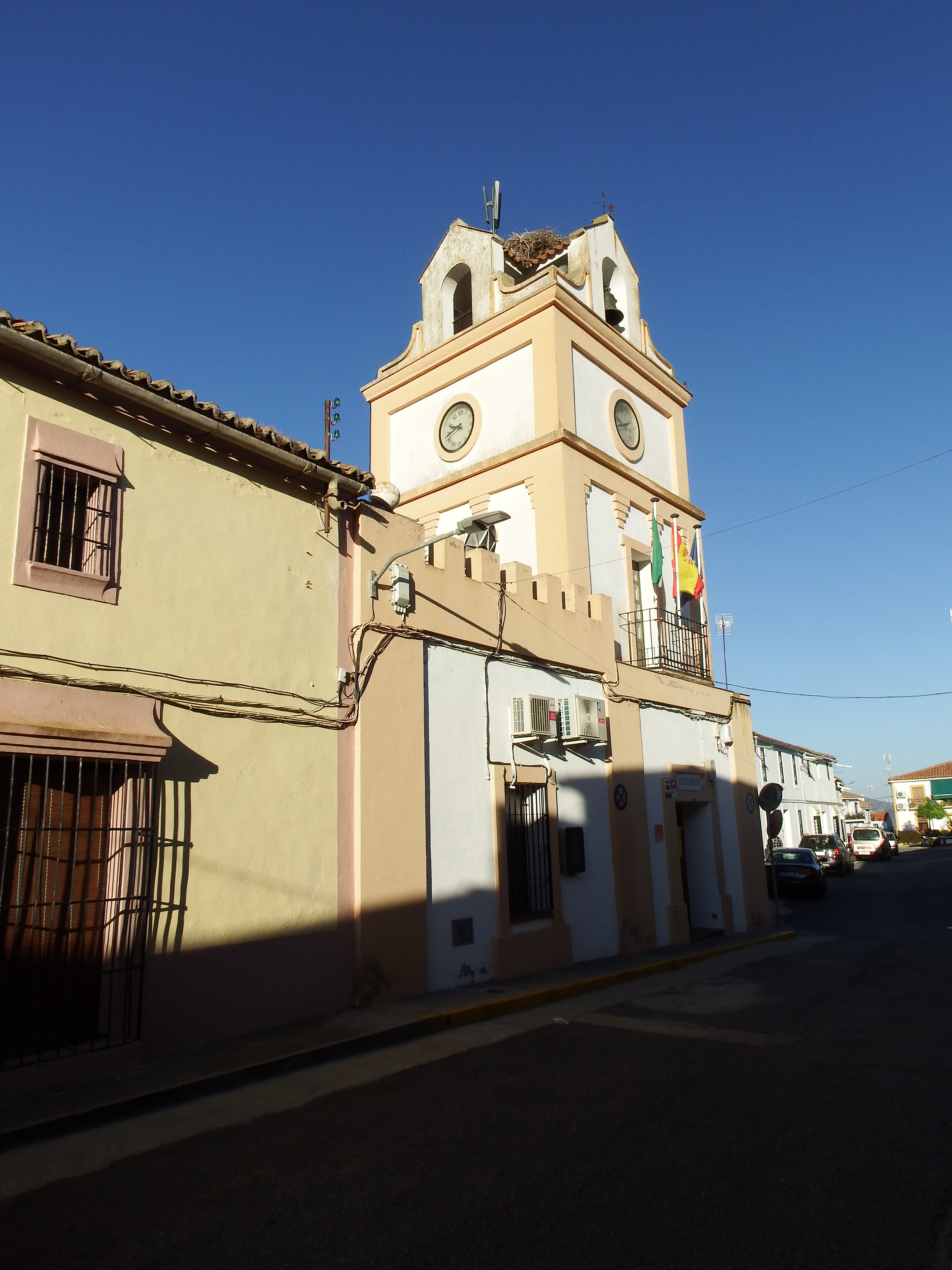
Rathaus